# Institut international de technologie Sirindhorn

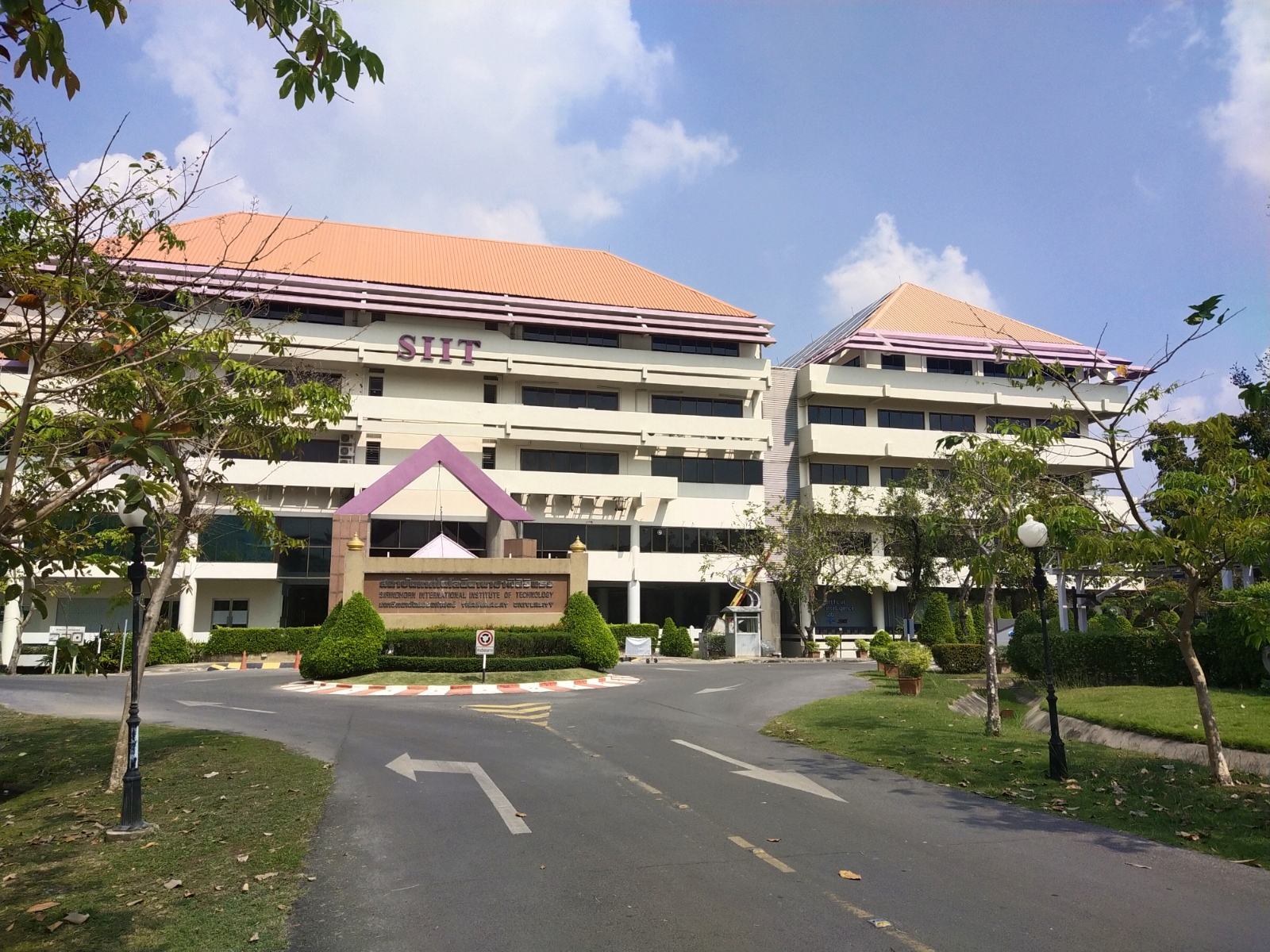
L'Institut international de technologie Sirindhorn

L'Institut international de technologie Sirindhorn (SIIT : Sirindhorn International Institute of Technology, thaï : สถาบันเทคโนโลยีนานาชาติสิรินธร) est un institut de technologie de l'Université Thammasat, Thaïlande créé en 1992.
SIIT propose un enseignement en sciences, technologie, ingénierie, et management. Tous les programmes d'enseignements sont des programmes internationaux, tous les cours sont dispensés en anglais. Ses diplômés reçoivent leurs diplômes de l'université de Thammasat.
Bien que faisant partie de l'université de Thammasat, son système financier et administratif est séparé du système central de l'université.
L'institut fait partie d'un réseau d'universités pilotes LAOTSE, programmant des échanges d'étudiants et de professeurs en Europe et Asie.

## Campus
SIIT a deux campus (depuis 2005), les campus de Rangsit et de Bangkadi. Les deux sont situés dans la province de Pathum Thani. Ce secteur est connu comme « le faisceau technologique du Nord-Bangkok ».
- Le campus de Rangsit est à 42 kilomètres au nord de Bangkok (capitale de la Thaïlande). Il est situé près du Parc scientifique thaïlandais, des centres de recherche nationaux, des domaines industriels et des universités.
- Le campus de Bangkadi se trouve dans le parc industriel de Bangkadi. Il est situé près du Parc thaïlandais du logiciel.
- Il est prévu d'ouvrir un nouveau campus à Lampang. Lampang est une province du nord de la Thaïlande.